# 81e parallèle nord
Pour les articles homonymes, voir 81e parallèle.
En géographie, le 81e parallèle nord est le parallèle joignant les points de la surface de la Terre dont la latitude est égale à 81° nord.

## Géographie

### Dimensions
Dans le système géodésique WGS 84, au niveau de 81° de latitude nord, un degré de longitude équivaut à 17,471 km ; la longueur totale du parallèle est donc de 6 290 km, soit environ  15,7% de celle de l'équateur. Il en est distant de 8 997 km et du pôle Nord de 1 005 km,.
Comme tous les autres parallèles à part l'équateur, le 81e parallèle nord n'est pas un grand cercle et n'est donc pas la plus courte distance entre deux points, même situés à la même latitude. Par exemple, en suivant le parallèle, la distance parcourue entre deux points de longitude opposée est 3 145 km ; en suivant un grand cercle (qui passe alors par le pôle nord), elle n'est que de 2 010 km.

### Durée du jour
À cette latitude, le soleil est visible toute la journée au solstice d'été, et reste sous l'horizon toute la journée au solstice d'hiver.